# Per una Serbia Europea
Per una Serbia Europea (За европску Србију,ZES) è stata una coalizione politica europeista in Serbia.
ZES è stata guidata dal Presidente serbo e leader del Partito Democratico Boris Tadić.
ZES è stata creata in occasione delle elezioni parlamentari del 2008 indette dopo la caduta del governo di Koštunica per via della dichiarazione unilaterale dell'indipendenza del Kosovo.
Alle elezioni ha vinto 102 seggi, ma G17 Plus ha costituito un gruppo parlamentare autonomo pertanto i membri del gruppo Per una Serbia Europea sono 78.
I membri della coalizione sono: 
- Partito Democratico
- G17 Plus
- Movimento del Rinnovamento Serbo
- Lega dei Socialdemocratici di Voivodina
- Partito Democratico del Sangiaccato
- Lista serba per il Kosovo e Metohija